# Lanzaia
Lanzaia is een geslacht van weekdieren uit de klasse van de Gastropoda (slakken).

## Soorten
- Lanzaia bosnica Bole, 1970
- Lanzaia elephantota (Megerle von Mühlfeld, 1824)
- Lanzaia pesici Glöer, Grego, Erőss & Fehér, 2015